# Mahadevsthan (Doti)
Pour les articles homonymes, voir Mahadevsthan.
Mahadevsthan (en népalais : महादेवस्थान) est un comité de développement villageois du Népal situé dans le district de Doti. Au recensement de 2011, il comptait 3 954 habitants.